# Сенглен, Антуан
Антуан Сенгле́н (фр. Antoine Singlin; 1607 - 1664 в Кемперле) — французский проповедник, духовник Пор-Рояля, пользовавшийся чрезвычайным авторитетом: Арно преклонялся перед ним, Паскаль повергал на его суд все свои сочинения до печати.

## Творчество
Написал «Instructions chrétiennes» (1671, 2 изд., 1736, с биографией автора, написанной аббатом Гуже).